# Нерпа кільчаста ладозька
Нерпа кільчаста ладозька є одним з підвидів кільчастої нерпи (Pusa hispida), яка має ареал лише в Ладозькому озері на північному заході Росії.
Окремим підвидом розвивався після закінчення останнього льодовикового періоду, близько 11 000 років тому. Оскільки льодовик відступив, і рівень води змінився, Балтійська кільчаста нерпа (включаючи Ладозький підвид) потрапив в прісноводні озера і був відокремлений від арктичних популяцій кільчастої нерпи.
Має певний генетичний зв'язок з меншою популяцією озера Саїмаа , через річку Вуокса, що впадає в Ладозьке озеро.

## Зовнішність
Доросла ладозька кільчаста нерпа досягає 150 см в довжину і важить близько 60-70 кг. Цуценят приблизно 50-60 см при народженні, і важать близько 4-5 кг. Існують 4 варіанти хутра. Щорічна линьки відбувається в період з квітня по червень.

## Розмноження
Самиці досягають статевої зрілості у віці 4-5 і самці у віці 6-7 років. Цуценят народжуються у лютому-березні, спарювання проходить через 1,5-2 місяці. Нормальний термін життя становить приблизно 30-35 років.

## Охорона
Наразі чисельність популяції приблизно в 2000-3000 осіб, у порівнянні приблизно з 20 000 на початок 20-го століття, через надмірне полювання (полювання на тюленів було повністю заборонено в 1980, але деяке незаконне браконьєрство відбувається досі). Цьому підвиду головною загрозою є заплутування в рибальських тенетах, індустріалізації, в районах, прилеглих до Ладозького озера, зливу палива у воду з суден. Ладозька нерпа включена в Російську Червону книгу.

## Дивись також
- Саїмська кільчаста нерпа
- Байкальська нерпа
- Кільчаста нерпа

## Ресурси Інтернету
- IUCN Red List of Threatened Species
- Ladoga Seal
- Small comparison with Saimaa seal
- Seal Conservation Society
- Ladoga Seal in Brief